# برج‌های هیمالیا

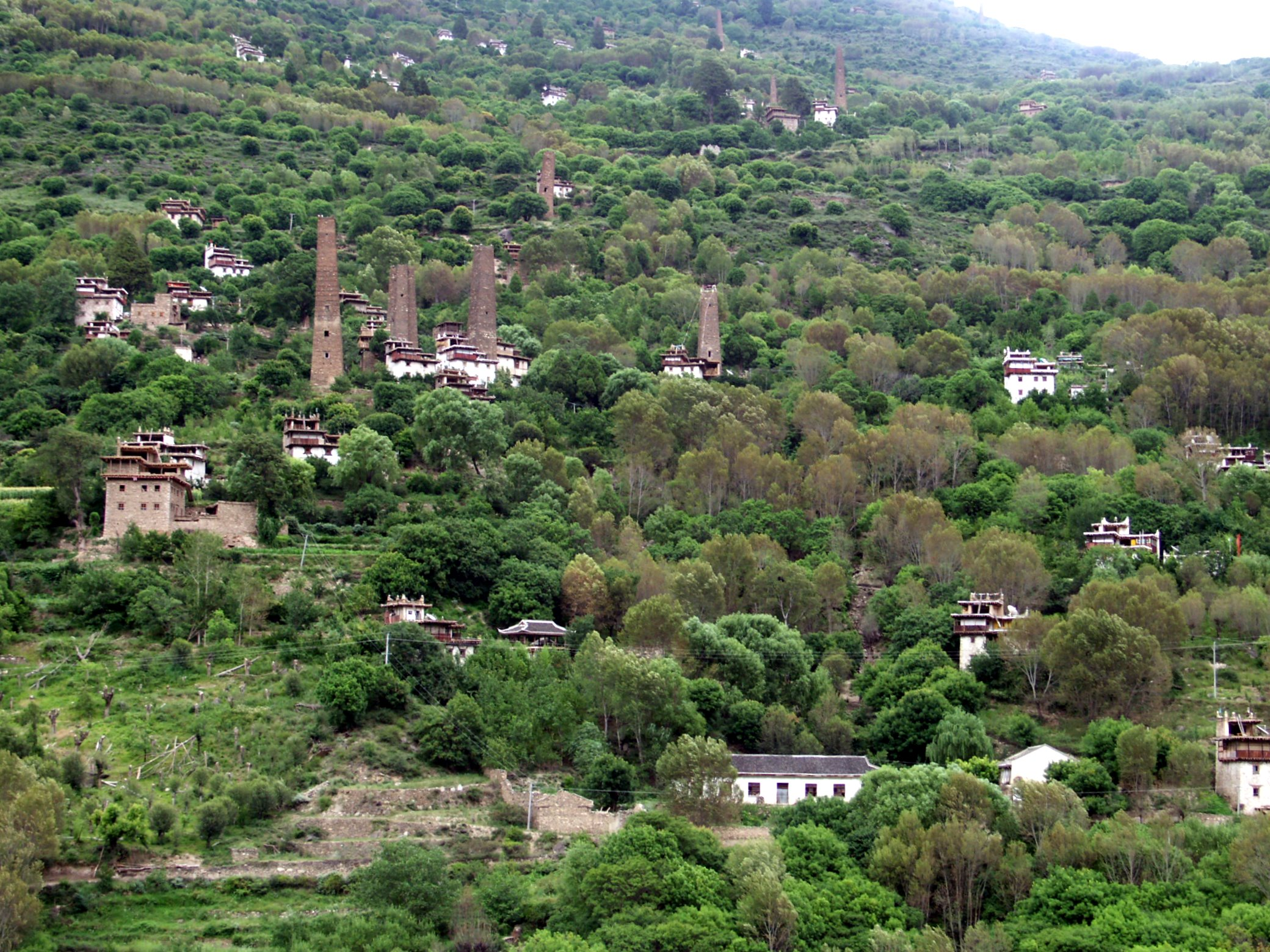
برج‌های هیمالیایی در شهرستان دانبا، سیچوآن

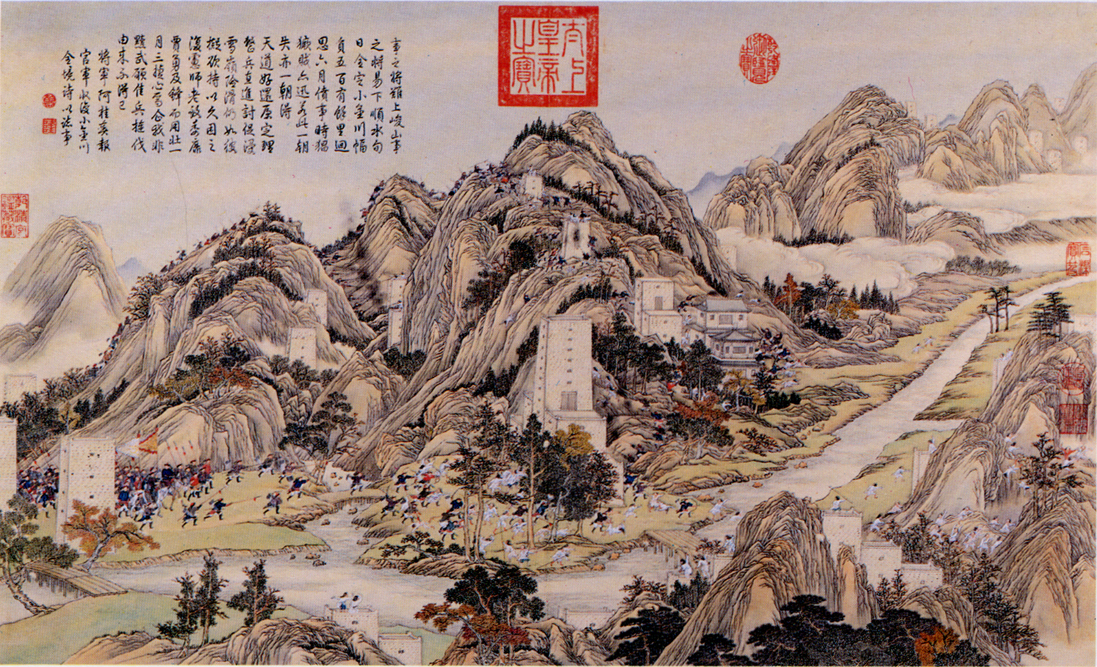
برج‌های هیمالیایی در نقاشی مربوط به لشکرکشی‌های جینچوان

برج‌های هیمالیا (انگلیسی: Himalayan towers) که به برج‌های سنگی ستاره‌ای‌شکل نیز شناخته می‌شوند، برج‌های سنگی هستند که عمدتاً در منطقه خام در تبت، همچنین در نواحی مسکونی مردم چیانگ و در منطقه تاریخی متعلق به تانگوت‌ها یافت می‌شوند.
این برج‌ها هم در شهرها و هم در مناطق غیرمسکونی دیده می‌شوند. نخستین توصیف از آن‌ها در دوران دودمان مینگ (۱۳۶۸–۱۶۴۴) انجام شده است. ازآنجاکه این برج‌ها معمولاً در روستاهای پررونق قرار دارند، باور بر این است که کارکرد اصلی آن‌ها نمایش جایگاه و اعتبار خانواده در جامعه بوده است. در آن دوره، ثروت عمدتاً از راه تجارت با مغول‌ها به دست می‌آمد. برای استحکام بیشتر، بسیاری از این برج‌ها از طرح دیوارهای ستاره‌ای‌شکل استفاده می‌کنند، به‌جای طراحی صرفاً مستطیلی. ارتفاع این برج‌ها می‌تواند از ۶۰ متر (۲۰۰ فوت) فراتر رود.
این برج‌ها در فهرست سایت‌های فرهنگی در معرض خطر صندوق جهانی بناهای تاریخی در سال ۲۰۰۶ ثبت شدند. پیش از ثبت در این فهرست، این برج‌ها برای کارشناسان فرهنگی چین چندان شناخته‌شده نبودند. صندوق جهانی بناهای تاریخی منابعی را برای بازسازی و حفاظت برخی از این برج‌ها که در طول زمان تخریب یا مورد بی‌توجهی قرار گرفته‌اند، اختصاص داده است. بومیان منطقه در تلاش هستند تا این برج‌ها و چشم‌انداز اطراف آن‌ها در فهرست میراث جهانی یونسکو ثبت شوند.